# Martim-pescador-da-mata
Guarda-rios-verde-e-ruivo ou martim-pescador-da-mata (Chloroceryle inda) é uma espécie de martim-pescador presente na região da Nicarágua até o sul do Brasil. Tais aves chegam a medir até 24 cm de comprimento, com o dorso verde-escuro com as partes inferiores ferrugíneas. Também são conhecidas pelos nomes de ariramba-pintada e martim-pescador-pintado.

## Taxonomia
A primeira descrição do martim-pescador-da-mata foi feita pelo naturalista sueco Lineu em 1766 na 12ª edição de seu Systema Naturae. Lineu conferiu-lhe o nome binominal de Alcedo Inda. O estudioso baseou sua descrição no Spotted King's-Fisher de George Edwards, mas erroneamente deu o tipo de localidade como  India occidentali em vez de Guiana. O nome "inda" vem do latim "Indus" , que significa Índia. O gênero atual Chloroceryle foi dado por Johann Jakob Kaup em 1848.
Um estudo filogenético molecular publicado em 2006 descobriu que o martim-pescador-da-mata era uma espécie irmã do martim-pescador-pequeno (Chloroceryle americana).
Há duas subespécies reconhecidas:
- C. i. inda (Linnaeus, 1766) – da Nicarágua ao norte da Bolívia e sudeste do Brasil;
- C. i. chocoensis Todd, 1943 – do oeste da Colômbia ao noroeste do Equador

## Descrição
O martim-pescador-da-mata possui 24 cm de comprimento. Os machos pesam 46–60 g e as fêmeas 53–62 g. Possui o típico formato de martim-pescador, com cauda curta e bico longo. O macho adulto tem as partes superiores verdes brilhantes, com manchas brancas nas asas, e uma nuca e parte inferior avermelhadas. A fêmea tem uma faixa estreita de penas brancas com pontas verdes. Os pássaros jovens se parecem com a fêmea adulta, mas têm mais manchas nas asas e no dorso. Os olhos são castanhos escuros; as pernas e pés são cinza escuro.
O martim-pescador-da-mata se parece com o martim-pescador-anão, que compartilha seu alcance, mas é muito maior do que seu semelhante e quatro vezes mais pesado. Não tem a barriga branca inferior como em espécies menores e tem mais manchas brancas nas asas.

## Comportamento
A ave se reproduz em rios e riachos em densas florestas de várzea. O ninho sem forro fica em um túnel horizontal feito na margem de um rio, e a fêmea põe de três a cinco ovos brancos.
O martim-pescador-da-mata se alimenta de peixes, batráquios e caranguejos.
Emite um forte som ao cantar.